# Shini-e

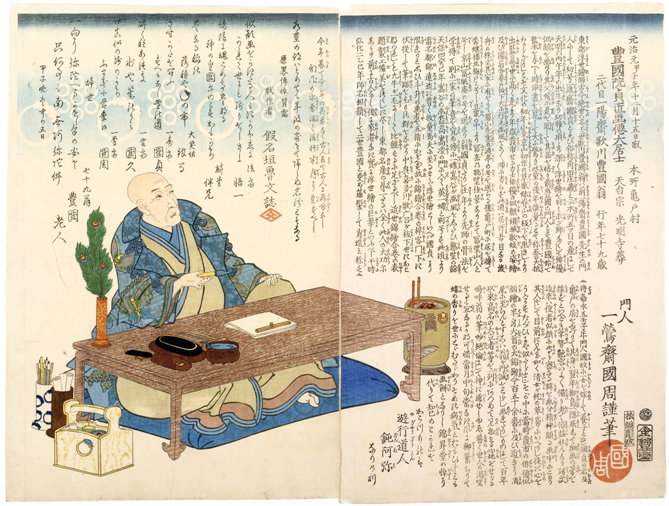
Shini-e de Kunisada ppr Kunichika, 1864

Les shini-e (死絵, « impressions commémoratives »), également appelées « images de la mort » ou « portraits de la mort », sont des estampes sur bois japonaises, en particulier celles réalisées dans le style ukiyo-e populaire durant la période Edo (1603-1867) et au début du XXe siècle.
Quand un acteur du théâtre kabuki meurt, des portraits shini-e sont habituellement publiés avec son poème d'adieu et son nom posthume.
Des portraits commémoratifs sont réalisés par des artistes de l'ukiyo-e pour honorer un collègue ou un ancien professeur qui est mort.

## Galerie

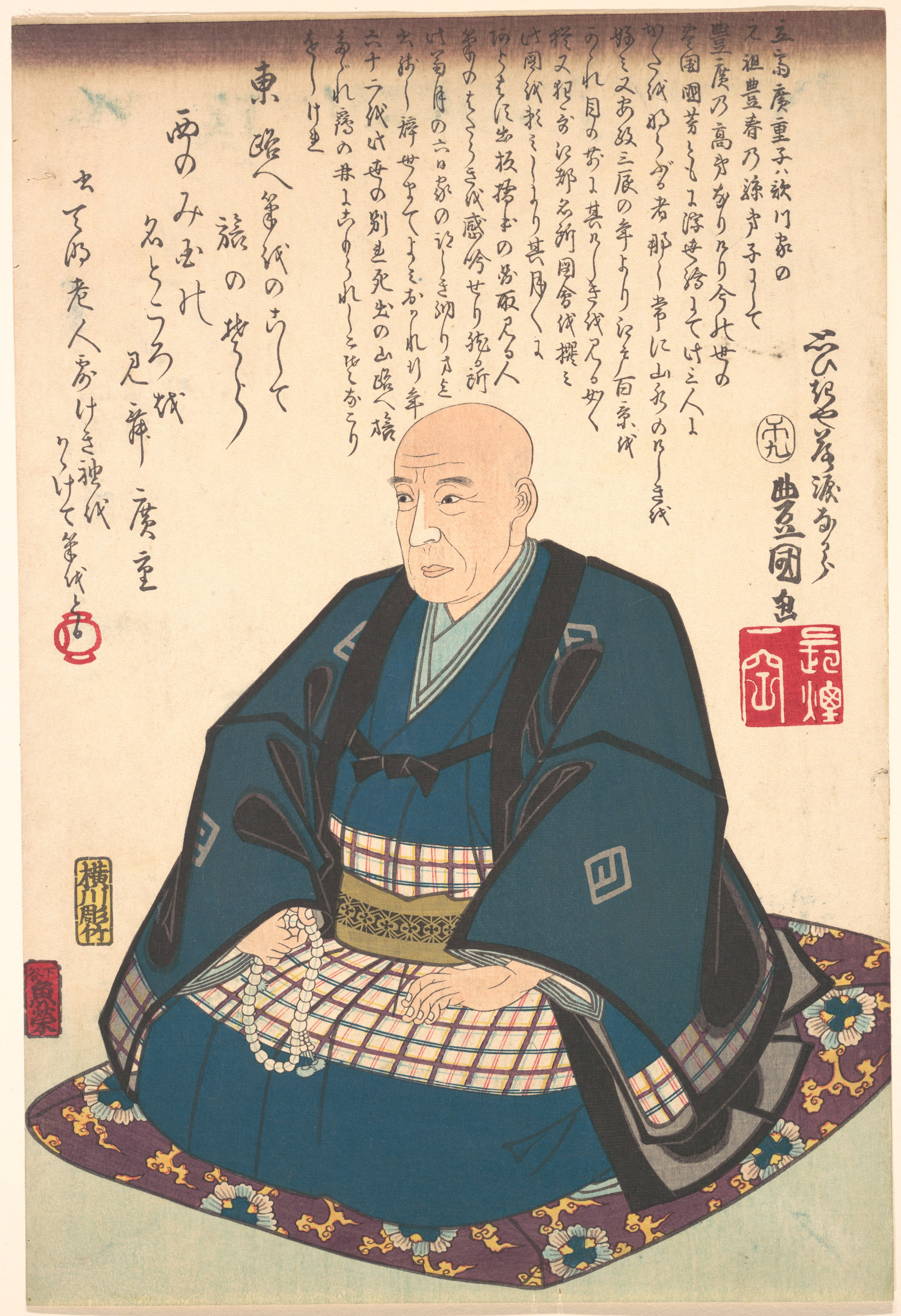
Hiroshige par Kunisada, 1858
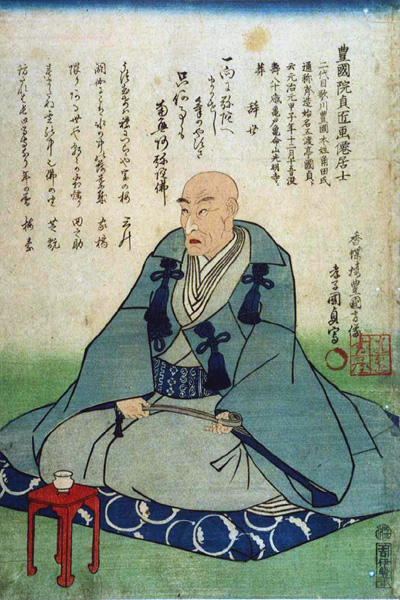
Kunisada par Toyohara Kunichika, 1864
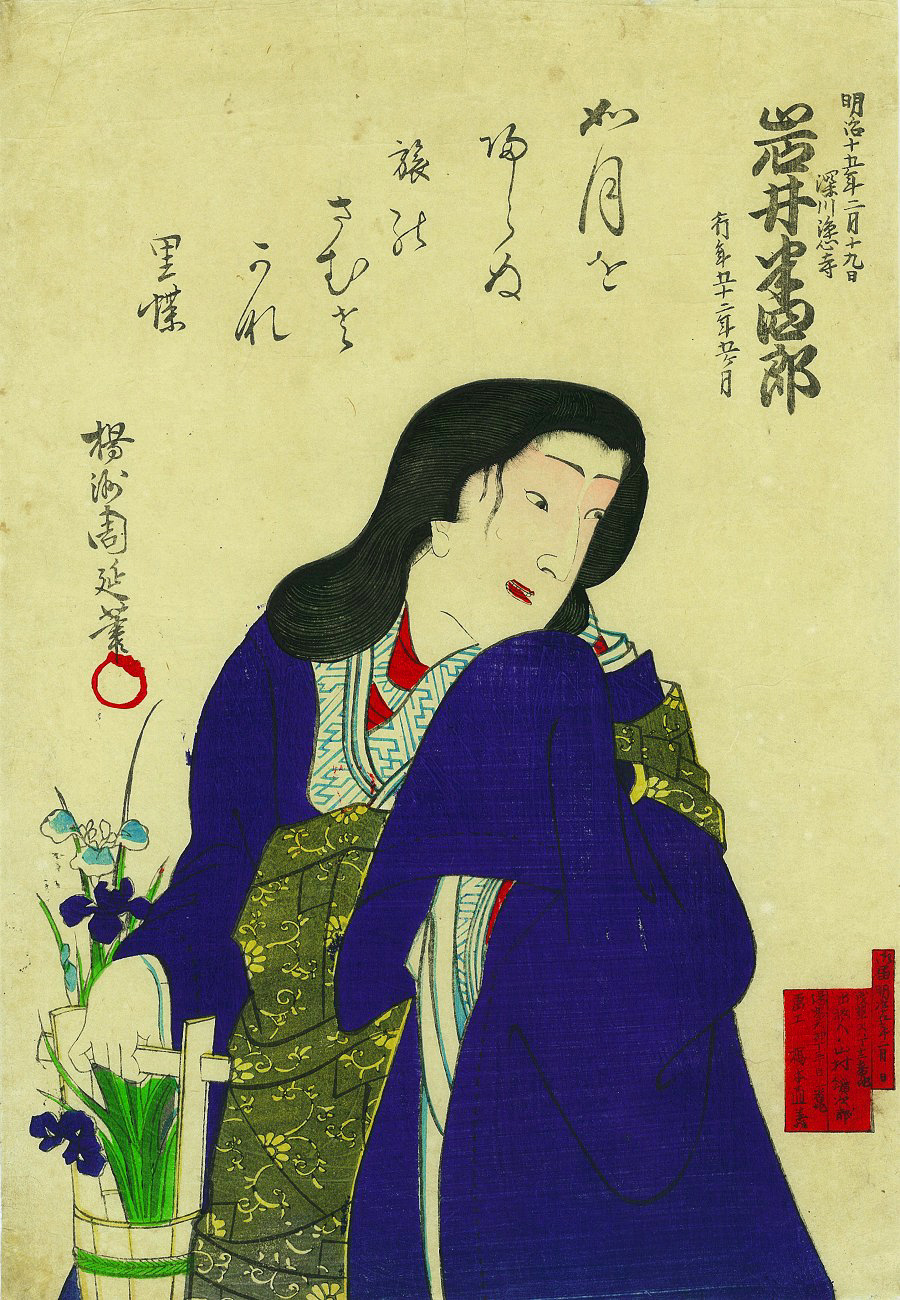
Iwai Hanshiro VIII (en),  par Toyohara Chikanobu 1882